# Caroona Creek Conservation Park
Caroona Creek Conservation Park är en park i Australien. Den ligger i delstaten South Australia, omkring 170 kilometer norr om delstatshuvudstaden Adelaide. Caroona Creek Conservation Park ligger 467 meter över havet.
Trakten runt Caroona Creek Conservation Park är nära nog obefolkad, med mindre än två invånare per kvadratkilometer..
Omgivningarna runt Caroona Creek Conservation Park är i huvudsak ett öppet busklandskap. Genomsnittlig årsnederbörd är 285 millimeter. Den regnigaste månaden är februari, med i genomsnitt 58 mm nederbörd, och den torraste är oktober, med 3 mm nederbörd.